# Douglas Renato de Jesus
Douglas Renato de Jesus, mais conhecido como Douglas (Ribeirão Preto, 9 de março de 1983), é um ex-futebolista brasileiro que atuava como goleiro.
Atualmente, exerce o cargo de treinador de goleiros do Vitória de Guimarães.

## Carreira
Após se destacar no Paulistão do ano anterior defendendo o Sertãozinho, em 28 de janeiro de 2008, Douglas foi aprovado pela comissão técnica do Santos e acertou com o clube, sendo apresentado na semana seguinte. O contrato era de dois anos, com opção por mais três temporadas.
No início de 2010, o Santos emprestou o Douglas para o Ipatinga até o fim do ano.
Ingressou no Vitória de Guimarães na temporada de 2010/11.

## Títulos
Olímpia FC
- Campeonato Paulista de Futebol - Série A3: 2007

Vitória de Guimarães
- Taça de Portugal: 2012–13[7][8]